# فنسنت جبريل
فنسنت جبريل (بالإنجليزية: Vincent Gabriel) هو منافس ألعاب قوى نيجيري، ولد في 1931.

## وصلات خارجية
- فنسنت جبريل على موقع أوليمبيديا (الإنجليزية)